# Ирландия на летних Олимпийских играх 1948
Ирландия завершила выступление на летних Олимпийских играх 1948. Из-за споров соперничавших атлетических организаций многие спортсмены не были допущены к соревнованиям. Впрочем, позитивным последствием этого оказалась реорганизация Олимпийского комитета Ирландии.